# Affreschi di Santa Maria (Nembro)
(Liber Scole Sancte Marie de Nembro)
Gli affreschi in Santa Maria sono dipinti realizzati con la tecnica dell'affresco da Antonio Marinoni e dai figli per la chiesa di Santa Maria Assunta di Nembro.

## Storia
Gli affreschi marinoniani della chiesa sussidiaria di Santa Maria furono, per la loro posizione secondaria, dimenticati dagli storici dell'arte. Fu Francesco Rossi nel suo studio del 1979 sulla pittura anonima bergamasca, a prendere in considerazione l'affresco posto nel catino absidale raffigurante l’Assunzione degli apostoli facendo riferimento alla bottega dei Marinoni. Solo dopo il restauro della chiesa degli anni '60 del XX secolo e poi degli anni '80 fino a quelli del 1994-2000, con il riaffiorare dell'affresco dell'Annunciazione, delle Sibille e di altri lungo le pareti laterali dell'aula che erano state coperte e bonificate dopo la Peste del 1630, che iniziarono le ricerche con il ritrovamento dei documenti relativi alle opere della chiesa.
L'archivio parrocchiale conserva, infatti, il registro della Scuola di Santa Maria, fraternita che aveva in gestione la chiesa e le sue opere. L'annotazione registrata il 12 gennaio 1537 sul documento, riporta la nota spese di un ponteggio: per lo ponte dila capela per farla depensere, mentre a partire dal 24 agosto del medesimo anno vi sono annotazioni relative ai pagamenti al fiolo de magistro Antonio, probabilmente Ambrogio, il primogenito. Antonio era infatti ormai anziano, e aveva già lasciato parte delle sue commissioni ai due figli Ambrogio e Francesco. Dell'11 marzo 1538 è riportata l'annotazione liberatoria, che conferma il termine dei lavori e il loro regolare pagamento.
Dai documenti si desume che i dipinti della bottega marinoniana ebbero un costo di lire 260, 10 denari e 6 soldi, indicando come valutatore dell'opera un non identificato Francesco da Pavia, questo a conferma che la bottega bergamasca aveva contatti anche fuori provincia.
Se non vi sono riscontri nel'archivio di Stato di Bergamo in riferimento al notaio De Grigis di Alzano. I documenti conservati nell'archivio della chiesa citano la presenza di un rappresentante della famiglia Vitalba nella scuola, questo a conferma che sicuramente vi era un rapporto stretto tra la nobile famiglia di Nembro e quella dei pittori, riconducibile quindi a questa committenza la realizzazione di altri lavori presenti a Nembro come la pala di Ognissanti, quella di Sant'Agostino e il polittico di San Sebastiano. La documentazione conservata in questo archivio permette la ricostruzione storica della bottega dandone una esatta datazione. 
Nel medesimo archivio sono presenti anche alcuni fogli con annotazione di spese aventi l'originale firma dell'artista.

## Descrizione
La grande differenza che è possibile considerare tra l'affresco dell'Annunciazione, con le sue formazioni prospettiche, e quello dell'Assunzione di Maria posto nel catino absidale, farebbe inizialmente considerare che siano diversi i pittori esecutori, e cronologicamente i tempi di esecuzione, ma se poi si fa un confronto tra i soggetti raffigurati si ritrova un'assonanza, un avvicinamento che riporta i lavori ai medesimi esecutori e al medesimo tempo. Il ciclo pittorico voleva rappresentare i due avvenimenti cardine della vita della Madonna. 

### L'Annunciazione
La scena dell'Annunciazione occupa tutta la parte superiore dell'arco trionfale secondo una finzione prospettica molto presente nella pittura lombarda del tardo Quattrocento riconducibile all'arte del Foppa e del Giovanni Pietro da Cemmo. L'Arcangelo Gabriele è posto sul lato a sinistra del presbiterio, alle sue spalle è raffigurato un fabbricato con cornici marcapiano e un porticato a piano terra sovrastato da un oculo mentre nel lato alla sua destra vi è dipinta l'apertura di una finestra, poi da una bifora e da una successiva finestra dalla quale si sporge una figura. Sul lato di sinistra vi è la Vergine inginocchiata ad un leggio, in un edificio simile al precedente, quale a voler essere una sua continuazione, ma raffigurata in un'anticamera con soffitto ligneo a cassettoni dipinti a rosette. Due palazzi sono posti sullo sfondo. L'unione delle due parti è nella raffigurazione di Dio creatore posto in una mandorla di bianche nuvole con accanto gli angeli che in un chiaro e luminoso cielo latteo si affaccia creando una sorta di alleanza con gli uomini, raffigurazione vicina a quella di Dio padre di Pontida

Le linee architettoniche non nascondono però la riconducibilità dei suggetti dipinti alla bottega marinoniana. L'angelo annunciatore presenta caratteristiche di staticità, tanto da sembrare compiere i movimenti al rallentatore. Indossa una veste bianca, è incoronato con fiori di cardo, il piumaggio iridato delle ali la bionda chioma, non sono completate da una espressione viva, ma da una espressione assente, simile a quella raffigurata a Pontida. La Vergine è inginocchiata sul bordo del leggio dove è posizionato un libro aperto. Le braccia sono incrociate al petto, e i cappelli chiari sono sciolti sulle spalle senza velo; l'abito rosso è avvolto in un manto blu, ma la postura risulta leggermente goffa, mancante di naturalezza.

### L'Assunzione di Maria
Se l'affresco dell'Annunciazione, ha precise forme architettoniche, quasi giottesche, molti differente è la composizione posta sulla volta del presbiterio. I dodici apostoli sono raffigurati su due gruppi di sei sul confine inferiore della volta. Sono raffigurati genuflessi, qualcuno compiendo il gesto di indicare, altri di preghiera e altri ancora con le mani alzate. Sono raffigurati in età differenti, alcuni canuti, altri con barbe folte, ma senza che si colga nella loro espressione la benché minima meraviglia o stupore, anzi presentano il medesimo sguardo imbambolato dell'angelo dipinto sull'Annunciazione.
Nella parte superiore, al centro della volta, vi è la raffigurazione della Vergine Assunta racchiusa come in una crisalide dal manto, nell'atto di essere sollevata due angeli mentre altri le volano intorno aggrappate al suo manto. Ai lati due angeli suonanti mentre la volta culmina con due angeli che sorreggono la corona della sua incoronazione a Regina, forse una soluzione un poco semplicistica del grande mistero dell'ascensione di Maria. Il dipinto presenta molte assonanze con il medesimo soggetto dipinto a Monte di Nese nel 1522. Anche gli angeli suonatori, che sono disposti in una rigorosa simmetria, indossano lunghi abiti dalle abbondanti pieghe, tendenti a nasconderne la corporatura, assumendo pose poco probabili, e riscontrabili con l'affresco della chiesa di San Rocco a Gazzaniga, e a dipinto della Madonna Bonomi. Conformazione simile nel dipinto delle Storie della Vergine di Antonio Boselli conservato presso la chiesa dell'Assunta di Grassobbio, ma con il pittore vi sono molte affinità anche con la pala di Ognissanti con la pala della Chiesa di San Giacomo e San Vincenzo di Gromo.

### Le Sibille
Sul sottarco sono raffigurate le sibille inserite in un riquadro racchiuso da semplici racemi che ricordano antiche miniature. Sono una rappresentazione che si collega con la grande scena dell'Assunzione. Il soggetto è un unicum della bottega maroniana, presente però in Almenno San Salvatore nella Chiesa di Santa Maria di Castello, come già detto artista studiato dai Marinoni. I soggetti sono identificabili dai cartigli che riportano il nome e dall'oracolo che è iscritto sullo spazio che le divide.

Le sibille raffigurate sono otto, partendo da uno spazio dipinto in finto marmo, forse un errore o un aggiustamento posteriore. La prima quindi diventa Europa, raffigurata come una giovane dai capelli bianchi con la profezia scritta in latino VENIE ILLE QUI REGNABIT IN PAUPERTATE ET DOMINABITUR IN SILENZIO. La Tiburtina con l'epigrafe NASCETUR CHRISTUS IN BETHLEHEM ET ANNUNCIAITUR IN NAZARETH. Ellespontica con la scritta DE EXCELSO CELORUM HABITACULO PROSPEXIT DEUS HUMILLES SUOS. La Persica posta all'apice dell'arco con il cartiglio ECCE BESTIA CONCULCABERIS ET FIGNETUR DOMINUS IN ORNìBEM TERRARUM. La Libica raffigurata con la cornucopia e la scritta NASCETUR PROPHETA ET RENEBIT ILLUM IN GREMIO VIRGO DOMINA GENTIUM. La Frigia e il cartiglio FLENELLANIT DEUS POTENTE TERRE ET FIRMANITUR CONSILIUM EIUS IN CELO. La Delfica con lo scritto IPSUM TUUM COGNASCENT DOMINUM QUI VERE DEEUS FILIUS EST. La Cimmeria e VIRGO PULCHRA FACIE NUTRIET PUERUM DANS ET LAC DE CELO MISSUM. 
Le sibille, associale alla Vergine per la loro purezza, sono state eseguite con una pennellata veloce, e con fisionomie poco aggraziate, vestite con abiti poco curati, alcune con il foulard tipico delle contadine.